# Сторож брату моему
«Сторож брату моему» — научно-фантастический роман советского писателя Владимира Михайлова, написанный в 1976 году, затрагивающий сложные философские и социальные проблемы.
Данный роман является первым из цикла книг о капитане Ульдемире, написанного автором в 70—80—90 годах. Названия первых двух книг цикла являются библейскими цитатами.
Роман также является, по сути, первым произведением подобного жанра в отечественной литературе, в котором офицер вермахта выступает в качестве вполне положительного героя.
В данном романе, как и во многих других произведениях схожего жанра, фантастика служит лишь фоном событий, но главными являются люди, вернее, их поведение в тех или иных сложнейших ситуациях. Вот и перед героями романа «Сторож брату моему» встаёт сложнейшая дилемма, что делать. Спасти свою планету — Землю, но погубить этим маленькую цивилизацию, состоящую из добрых, честных и нравственных людей, или не трогать их, но тогда они всё равно погибнут в пламени своего взорвавшегося солнца, а на Землю хлынут волны жесткого излучения, нанося непоправимый ущерб…

## Сцена
Действие романа происходит в отдалённом будущем. На Земле к тому времени построено справедливое общество, члены которого любят и заботятся друг о друге, а научно-технический прогресс достиг немалых высот. Жизнь и здоровье человека признанны высшими ценностями, в связи с этим осуществлявшиеся до этого межзвездные экспедиции (в том числе с целью колонизации) были прекращены.
Планета Даль-2 представляет собой одну из забытых колоний Земли. Здесь люди говорят на том же всеобщем языке, что и земляне. Колония небольшая, поэтому колонисты озабочены проблемой генетического вырождения. Для преодоления этой проблемы людям запрещено зачинать и рожать детей естественным образом. Дети развиваются из яйцеклеток, привезенных еще с Земли, в неком учреждении, называемом Сосуд. Затем их отдают в семьи. Руководители колонии надеются, что когда население достигнет двух миллионов, ограничение на естественное деторождение можно будет снять.
Колонисты привезли с собой термоядерный реактор. Его мощность расходуется на работу компьютера, управляющего колонией, и на работу Сосуда. Поэтому все технические новшества, требующие энергии, объявлены вне закона. Колонистам предписано строго придерживаться Уровня технического развития. Поэтому колонисты возделывают землю на волах (тоже привезенных с Земли в виде яйцеклеток), живут очень скромно, но не голодают.
В целом это довольно благополучное сообщество, хотя находятся недовольные, считающие, что следует дать ход естественному развитию: детей рожать самим, и не ограничивать развитие технологий. Этих недовольных отлавливают и отправляют трудиться в пустыню, где они раскладывают полотнища солнечных батарей. Таким образом руководители хотят предотвратить надвигающийся энергетический кризис.

## Сюжет
Землянам становится известно, что одна из не столь удалённых от Земли звёзд (звезда Даль) вскоре неизбежно станет Сверхновой, что крайне неблагоприятно скажется на Земле, так как жёсткое излучение от взрыва звезды Даль способно оказать весьма вредное воздействие на всё живое на Земле. Но в распоряжении землян имеются средства, способные нейтрализовать опасную звезду, «буквально перекачав её в подпространство». Воздействие на звезду можно производить только в непосредственной, по космическим масштабам, близости от неё. Проблема состоит в том, что на Земле давно прекращены пилотируемые людьми дальние космические полёты, так как общество не может допустить того, чтоб люди рисковали жизнью.
В связи с этим, решено, используя Службу Времени, скомпоновать экипаж звездолёта из людей прошлого, притом из тех, кто, так или иначе, всё равно погиб на Земле. По мнению землян, это будет гуманно и справедливо, ведь «воскрешённые» в любом случае ничего не теряют. Чтоб избежать нежелательных изменений прошлого в связи с «выдёргиванием» из него человека, на место извлечённого из прошлого, за мгновение до его гибели, подставляется биоробот — его точная копия. С помощью некоего устройства, «частого гребня», тщательно сканируется вся история человечества в поисках подходящих людей, обладающих определённым «индексом пластичности». Найдено достаточное количество человек, но некоторые из них, по тем или иным причинам, не подошли. Из оставшихся, после их обучения, сформирован экипаж будущей экспедиции.

## Персонажи
- Ульдемир, капитан звездолета. Родом из СССР, Латвия. У него дача на реке Гауя, в которой он живет. Упоминается его сын Артем.
- Уве-Йорген Риттер фон Экк, по прозвищу Рыцарь. Первый пилот. Раньше был летчиком Люфтваффе, во время Второй мировой войны летал на Ме-109.
- Нхасхушшвассам, по прозвищу Питек. Второй пилот. Прибыл из глубокой древности, жил в племени охотников и собирателей.
- Георгий, штурман. Один из трехсот спартанцев, защищавших Фермопилы.
- Никодим, по прозвищу Иеромонах. Оператор корабельного компьютера. Родом из средневекового Смоленска.
- Гибкая рука, корабельный инженер. Индеец с Великих озер, из доколумбовых времен.
- Шувалов, начальник экспедиции. Крупный ученый, один из авторов теории Шувалова-Кристиансена. Теория позволила создать установку, которая «гасит» звезды. На самом деле звезда не гаснет, а «перемещается» в подпространство. При контакте с цивилизацией планеты Даль-2 повел себя совсем не оптимальным образом и чуть не загубил дело.
- Аверов, конструктор установки, которая должна была погасить звезду Даль.
- Нуш, молодая женщина с Земли, с которой у Ульдемира был роман незадолго до его «изъятия». Этот роман кончился разрывом.
- Анна, девушка с планеты Даль-2, генетическая копия Нуш. Ульдемир надеется, что его роман с Анной возобновится с того места, где закончился с Нуш.
- Кристиансен, Ганс Пьер. Основоположник теории Шувалова-Кристиансена. Теория Кристиансера работала и в другую сторону: позволяла подпитывать звезду водородом, которым богато подпространство, тем самым снабжая ее термоядерным топливом и отдаляя момент взрыва Сверхновой. В этом и заключался смысл обряда «наблюдения солнца», который практиковали все взрослые жители колонии. Его могилу на планете Даль-2 нашел Никодим.

## Концепция романа
Основной мыслью романа, несомненно, следует считать то, что нельзя силком принуждать людей жить так, как хочется более сильным. В романе можно усмотреть некоторый намёк на известные события в Чехословакии, но едва ли это так, ведь роман был написан в 1976 году, когда обсуждать подобные события было не принято. С большей степенью вероятности, можно предполагать намёк на события Второй Мировой войны, когда одна из самых развитых в техническом плане стран нашей планеты, Германия, начала кровопролитную войну с целью принудить другие народы к своему «новому порядку», а также намёк на колонизационную политику некоторых стран Запада. В пользу этого предположения говорит и то, что один из героев романа — бывший нацистский военный.

## Замечания о возможных сюжетных неувязках
В романе Ульдемир, отправившись на разведку в заброшенный город, заходит именно в тот дом, где находится Анна. На деле это не является «натяжкой» со стороны автора романа, так как во второй книге цикла — «Тогда придите, и рассудим», даются ясные пояснения, что встреча Анны и Ульдемира не была случайностью. В разум Анны предварительно был вселён могущественный эмиссар некоей сверхразвитой цивилизации, целью которого было тайно и ненавязчиво способствовать и помогать Ульдемиру в решении проблемы по спасению человечества планеты.

## Критика
Вступительная статья А. Балабухи — «Верность прекрасной даме»  (недоступная ссылка)
Послесловие А. Балабухи — «Озабочен грядущей судьбою…» 

## Публикации романа
Михайлов В. Сторож брату моему. — Лиесма, 1976 — С. 376. — 30 000 экз.
Михайлов В. Капитан Ульдемир. — Спридитис, 1990 — С. 653. — 45 000 экз.
Михайлов В. Сторож брату моему. — Северо-Запад, 1993 — С. 544. — 100 000 экз.